# Avis Bohlen
Avis Thayer Bohlen (* 20. April 1940 in Bryn Mawr, Pennsylvania) ist eine ehemalige US-amerikanische Diplomatin, die unter anderem zwischen 1996 und 1999 Botschafterin der Vereinigten Staaten in Bulgarien sowie von 1999 bis 2002 als Assistant Secretary of State for Arms Control im Außenministerium Leiterin der Unterabteilung Rüstungskontrolle war.

## Leben
Avis Thayer Bohlen war das älteste von drei Kindern des Diplomaten Charles E. Bohlen (1904–1974), der unter anderem von 1953 bis 1957 Botschafter in der Sowjetunion, zwischen 1957 und 1959 Botschafter auf den Philippinen sowie zuletzt von 1962 bis 1968 Botschafter in Frankreich war, und dessen Ehefrau Avis Howard Thayer. Sie absolvierte zunächst ein grundständiges Studium am Radcliffe College, welches sie 1961 mit einem Bachelor of Arts (BA) beendete. Ein postgraduales Studium an der Columbia University schloss sie 1965 mit einem Master of Arts (MA) ab. Sie war als Lehrbeauftragte (Adjunct Professor) an der Georgetown University tätig und trat als Foreign Service Officer in den diplomatischen Dienst des Außenministeriums.
Sie war zwischen 1982 und 1985 stellvertretende Botschaftsrätin für Politische Angelegenheiten an der Botschaft in Frankreich und von 1988 bis 1989 Referentin im Referat Europäische Sicherheit- und Politische Angelegenheiten (Office of European Security and Political Affairs), ehe sie zwischen 1989 und 1991 stellvertretende Leiterin der Unterabteilung Europa und Kanada (Deputy Assistant Secretary of State, Europe and Canada Affairs) war. Daraufhin fungierte sie von 1991 bis 1995 als Deputy Chief of Mission als Ständige Vertreterin und stellvertretende Botschafterin in Frankreich.
Am 2. Juli 1996 wurde Avis Thayer Bohlen zur Botschafterin der Vereinigten Staaten in Bulgarien ernannt und übergab dort am 5. September 1996 als Nachfolgerin von William Dale Montgomery ihre Akkreditierung. Auf diesem Posten verblieb sie bis zum 13. August 1999 und wurde daraufhin von Richard Miles abgelöst. Mit dem Foreign Affairs Reform and Restructuring Act vom 21. Oktober 1998 wurde die Eingliederung der Agentur für Rüstungskontrolle und Abrüstung ACDA (Arms Control and Disarmament Agency) in das Außenministerium genehmigt. Der Umstrukturierungsplan vom 30. Dezember 1998 sah vor, dass die Eingliederung am 1. April 1999 erfolgen sollte. Im Ministerium wurden zwei und später drei Büros gebildet, die sich mit Fragen der Rüstungskontrolle befassen. Die Unterabteilung für Rüstungskontrolle (Bureau of Arms Control) wurde nach der Eingliederung der ACDA in das Außenministerium am 1. April 1999 gegründet, woraufhin Avis Thayer Bohlen am 16. November 1999 zur ersten Leiterin der Unterabteilung Rüstungskontrolle (Assistant Secretary of State for Arms Control) ernannt wurde und diesen Posten am 24. November 1999 offiziell übernahm. Sie übte dieses Amt bis zum 31. Mai 2002 aus und wurde daraufhin von Stephen Rademaker abgelöst.
Daraufhin wurde sie 2002 Vorstandsvorsitzende des International Research & Exchanges Board IREX, eine US-amerikanische gemeinnützige Organisation, die sich auf Hochschulbildung, unabhängige Medien, Internetentwicklung und zivilgesellschaftliche Programme in den Vereinigten Staaten, Europa, Eurasien, dem Nahen Osten und Asien spezialisiert hat. Sie war darüber hinaus Mitglied des Direktoriums der Arms Control Association sowie von The Stimson Center und arbeitete als Dozentin für öffentliche Politik am Woodrow Wilson International Center for Scholars. Daneben engagierte sie sich für die American Academy of Diplomacy, den Atlantic Council und den Council on Foreign Relations. Sie unterstützte den Wahlkampf von Hillary Clinton bei der Präsidentschaftswahl 2016.
Avis Thayer Bohlen ist mit dem Politikwissenschaftler David P. Calleo verheiratet, der als Professor für internationale Studien an der Johns Hopkins University lehrte.